# Red Cloud (indfødt amerikaner)
Red Cloud eller Mahpíya Lúta:225  (1821:2 -1909:8 ) var en oglala lakota høvding fra Bad Face gruppen, der indskrev sig i amerikansk bevidsthed ved at tvinge USA til at opgive emigrant-ruten Bozeman Trail gennem Wyoming og Montana i 1868. Med sejren sikrede han også sit folk områder vest for Powder River, som lakota stammen tidligere havde anerkendt var arvefjenderne i crow stammens indianerland.:408 
Red Cloud dræbte oglala høvding Bull Bear fra Koya gruppen under et internt opgør omkring 1841 og forårsagede en årelang splittelse i oglala divisionen.:211  I to årtier før han konfronterede de hvide, var han gået ud mod arikaraer, crower, omahaer, pawneer samt gros ventreer, shoshoner og uter, og han stod bag massakren på en sagesløs lejr arapahoer omkring 1858.
Som statsmand og diplomat besøgte han Washington D.C. flere gange for at forhandle med de hvide.
Igennem mere end fire årtier var han gift med Pretty Owl.:76 
Red Cloud levede sine sidste år i Pine Ridge reservatet i South Dakota. Her fortalte han meget af sin livshistorie til pelsopkøberen Sam Deon, der genfortalte den til reservatets postmester Charles W. Allen, som fik den skrevet ned og bevaret for kommende generationer.:1 
Red Cloud var omkring 180 centimeter høj. Efter hans besøg i militærstationen Fort Laramie
 beskrev en officers kone ham som en mand med et roligt væsen og et behageligt smil.:1  Oppe i årene bar han briller, før han mistede synet inden sin død som 88 årig.:32 
Byen Red Cloud i Webster County, Nebraska, er opkaldt efter høvdingen.:260  Byen ligger ellers i et område, som USA havde anerkendt var pawnee territorium.:211 

## Red Cloud

### De første år og familien
Red Cloud blev født ved Blue Water Creek i Nebraska i maj 1821. Hans mor var Walks As She Thinks, en søster til oglala høvding Smoke, og hans far var brulé lakotaen Lone Man. Faderen døde omkring fire år senere,:2  og tilsyneladende også hans mor.:235  Han havde mindst én bror, Big Spider,:2  og mindst én søster.:83  Smoke tog Red Cloud (og vel også hans forældreløse søskende) ind i sin tipi.:235 
Red Cloud fik mindst to nevøer, The Sword:182  og He Dog.:136  En enkelt kilde nævner også Crazy Horse som en nevø.:225 
Red Cloud voksede op under trange kår; men han brugte bevidst krigsstien som en vej til at forbedre sin lod i livet og skabe sig en position i stammen.:24  Ifølge ham selv deltog han i 80 kampe, først mod fjendtlige indianere og senere mod de hvide.:11 

### Det første krigstogt
Som 16-årig indledte Red Cloud sin kriger-karriere mod sin mors (stedmors?) vilje ved at følge med en bereden krigsgruppe, der ville angribe pawneerne. En fætter var lige meldt dræbt under et andet raid mod stammen.:34 
En morgen overrumplede krigerne en mindre lejr pawneer ved Platte River, der snart fik forstærkning fra en ubemærket lejr i nærheden. Inden lakotaerne hurtigt trak sig tilbage, dræbte de fire pawneer og erobrede omkring 50 heste. Red Cloud havde dræbt den ene pawnee.
Trods succesen led krigsgruppen under tabet af to faldne.:35-36 

### Fjorten crowers endeligt
Foråret 1838 var stadig ikke kommet, da lejren med Red Cloud fik besked om en observeret krigsgruppe med 14 crower. Til fods var de på vej gennem sneen ned langs North Platte River i Wyoming.
Næste morgen red Red Cloud sammen med en stor skare krigere ud for at stoppe dem, inden de tog heste fra lejren.:41  Lakotaerne opdagede dem på vej ind i en dal og galoperede ned mod dem fra toppen af en lang bakke. Crowerne indså, at de var afsløret, klart i undertal og til fods; de trak hver deres tæppe over hovedet og lagde sig i sneen med ansigtet nedad. Red Cloud talte coup på tre af crowerne på jorden med sin bue, inden de efterfølgende lakotaer gjorde det af med dem alle sammen.:42 

### Ud mod uterne
Omkring 1841 befandt Red Cloud og en 10-mands krigsgruppe sig i Colorados bjerge i området omkring Cache La Poudre Rivers udspring.:65  Inden de nåede frem til to ensomtstående ute tipier ved et lille vandløb, flygtede to kvinder og en mand fra stedet. Krigerne spiste af den lille lejrs kogende kødgryder og tog for sig af både kødet, der var hængt til tørre på grenstativer, samt af det efterladte udstyr.:66 
På vejen tilbage ad vandløbet hørte de sang. En ute kom gående mellem klippeblokke og nåletræer med et nedlagt rådyr på sin pony. Krigerne gemte sig. Da jægeren passerede dem, skød en af dem ham med sit gevær. De tog hans skalp og også ponyen.:66 
Krigerne fandt deres egen lejr ved et tilløb til Chugwater Creek i Wyoming.:67 

### Drabet på høvding Bull Bear
I krigernes fravær var gammelt nag mellem deres egen lejr og en Koya lejr under oglala høvding Bull Bear et andet sted ved tilløbet brudt frem igen.:67  Værre var det blevet, da en ung Bad Face var løbet væk med en kvinde fra Koya lejren uden hendes forældres samtykke.:68 
Bull Bear og andre fra hans lejr ankom til Bad Face lejren med våben i hånd og påvirket af alkohol. De skød den unge mands far. Bad Face medlemmerne greb deres våben og affyrede dem mod urostifterne. Mens Bull Bear sad på jorden, ramt af en kugle i et ben, løb Red Cloud hen til ham og skød ham i hovedet.:69 
Dage senere måtte Koyaerne vælge en ny høvding, og de ændrede samtidig deres navn til Kiyuksa (Cut-off) gruppen.:69 
Bull Bears søn var den senere høvding Little Wound. Han anklagede Red Cloud for at have dræbt faren på en kujonagtig måde.:195  Gennem flere årtier nærede de to et had til hinanden.:211 
Drabet på Bull Bear skete omkring 1841-1842 ifølge to lakota vintertællinger.:141 
Årtier efter drabet begrundede Red Cloud det med Bull Bears lidt for tætte relationer til de hvide efter hans mening.:138 

### Uafgjort mellem lakotaerne og omahaerne
Omkring 1843 kom lejren med Red Cloud i kamp med en stor lejr omahaer, der havde stillet tipierne op på en plads ved Platte River i det østcentrale Nebraska, som lakotaerne bevægede sig ned mod. Omahaerne var samlet til fest og dans i en bestemt del af lejren omkring en opstillet fane.:44 
En skare beredne lakotaer angreb den tomme del af omaha lejren. Red Cloud og fem andre satte ild til den første tipi, de kom hen til. Formålet var at aflede fjendens opmærksomhed fra dansepladsen, hvor Red Cloud ville hugge standeren med fanen ned med sin krigsøkse.:45 
Inden Red Cloud i ridt nåede standarten, måtte han og en kriger mere hjælpe en ramt kammerat med at holde sig i sadlen. De fik ham hen til en skrænt, hvor de andre krigere havde samlet sig efter et hurtigt ridt gennem fjendens lejr. Der var i alt fire sårede, som blev ført tilbage til deres familie og resten af lejren flere kilometer oppe ad Platte River.:45 
Omahaerne modstod lakotaernes følgende forsøg på at trænge ind i lejren.:45 
Om natten rejste lakotaerne deres tipier et par kilometer fra omahaerne. De næste to dage stillede lejrenes krigerne sig op overfor hinanden på god afstand og hånede modparten på tegnsprog og beskyldte gensidigt hinanden for at være indtrængende fjender. Enkelte blev såret i små sammenstød, men ingen af stammerne mistede folk.:46 

### Ind i crow land efter heste
Red Cloud og 30 krigere lå i lejr vest for det nedre løb af Tongue River i Montana.:49  Red Cloud og en minneconjou lakota sneg sig væk i nattens løb. Lyden af en fjern tromme ledte dem hen til en crow lejr. Fra en bakketop skelnede de heste i dalen under dem. De kom ned, tog hver en god hest og ridende på dem samlede de hele flokken og begyndte at lede dyrene væk.:50 
Daggryet afslørede en hestevogter, der sov med ryggen mod et træ. Da Red Cloud svingede sin krigskølle mod hans hoved, vågnede han og stak i løb. Red Cloud ramte ham med en pil og dræbte ham med hans egen kniv og tog hans skalp.:51 
Krigsgruppens ledere var Old Man Afraid of His Horse og Brave Bear. De dadlede de to egenrådige unge mænd for at have gået på hesterov bag ryggen på gruppen; men de forhindrede samtidig de øvrige krigere i at straffe dem med deres ridepiske. Mens Red Cloud og minneconjouen drev deres erobrede hesteflok helt hen til lejren, drog resten af krigsgruppen i retning af crowernes lejr efter deres anvisninger.:52 
Den næste morgen foregav mange af krigerne at ville angribe crow lejren. Imens gennede resten de græssende heste udenfor lejren sammen og red væk med næsten 300 af dem.:53 

### Ud mod shoshonerne
Red Cloud ledte 11 krigere ud mod shoshonerne i 1849. Gruppen startede fra en lejr ved Pumpkin Butte, tæt ved Powder Rivers udspring i Wyoming.:57 
Væk fra præriens vante terræn og på vej gennem Bighorn Mountains bjerglandskab prøvede et jaloux medlem, Black Eagle, at så tvivl om Red Clouds lederevner.:57  Red Cloud beordrede de oprørske elementer væk og fortsatte frem til det øvre løb af Bighorn River med sine syv loyale krigere.:58 
De fulgte floden nordpå, passerede udløbet af Wind River, og opdagede en stor shoshone lejr.:59  Om aftenen drev to shoshoner 60 heste i retning af gruppens skjulested. Lakotaerne angreb dem, da de og hesteflokken var ude af syne fra lejren. Red Cloud talte coup på den ene hestevogter, før han dræbte ham med et håndvåben og skalperede ham. Den anden hestevogter led samme skæbne. Gruppen samlede hestene og ledte dem sydpå langs Bighorn River.:61 
Ude på prærien ledte holdet dyrene i retning af handelsstationen Fort Laramie ved North Platte River, hvor oglala lejrens tipier nu stod. Mændene nedlagde flere wapitier på vejen og pakkede kødet på nogle af de erobrede heste.:62  Undervejs sprang en puma ned på en hest belæsset med kød, men rovdyret flygtede ved synet af rytterne. Næste dag red krigerne ind i deres lejr med både erobrede heste, to skalpe og kød nok til at fejre triumfen med.:63 

### Ramt af en pil
Red Cloud og 20 andre krigere lå på lur ved en pawnee by ved Middle Loup River i Nebraska ved daggry.:63  De dræbte en mand tidligt på morgenen, da han trak ukrudt op i familiens majsmark et stykke fra jordhytterne. En kvinde med ham i marken skånede de.:73 
Alle krigere red ind mellem jordhytterne og angreb de forsvarende byboer. To fra byen blev dræbt, mens en lakota mistede livet, ramt af en kugle. En lakota greb en kvinde ved håret og tvang hende op bag på sin hest og red væk med hende.:73  I ridt skar kvinden sin bortfører dybt tværs over maven med sin kniv, så han faldt af hesten. Hun greb tøjlen og styrede hesten ned langs floden for at hente hjælp fra pawnee byer længere nede ad vandløbet.:74 
Red Cloud fik en pil i højre side under ribbenene, så spidsen stak ud fra ryggen. Han faldt til jorden, hvor to krigere kom til og bandt et tæppe under armene på ham. Til hest igen slæbte de ham hurtigt væk fra slagmarken ved tæppets løse ender. De øvrige krigere fulgte efter. På et sikkert sted trak de pileskaftet ud, vaskede såret og forbandt det.:74  Red Cloud blev lagt på en travois. Femten dage senere nåede krigsgruppen tilbage til dens egen lejr.
I to måneder gik det frem og tilbage for Red Cloud, men så genvandt han kræfterne. Resten af livet jog det til tider i såret.:75 

### Ægtemand – og en hårdt erhvervet lærdom for livet
Red Cloud friede til Pretty Owl som sin førstehustru i en lejr ikke langt fra Fort Laramie:77  engang mellem 1848 og 1851.:106  Hun og hendes familie gav endelig deres tilsagn, efter at han havde fordoblet og senere på dagen tredoblet sin oprindelige gave på fire gode heste til dem.:79 
Om aftenen den næste dag fejrede parret deres ægteskab sammen med venner i deres egen tipi stillet op tæt ved et stort poppeltræ.:80  Red Cloud havde holdt det hemmeligt for alle, at hans intention var at fri til endnu en gammel kæreste i lejren, Pine Leaf, og få hende som andenhustru i nær fremtid.:82 
På vej ud til sine heste den næste morgen så han Pine Leaf hænge i et reb fra poppeltræet, hvor den forsmåede kvinde havde begået selvmord. Red Cloud flygtede hen til sin svoger, Little Bad Wolf, og gemte sig i tipien. Pretty Owl søgte sikkerhed hos sin far. Pine Leafs slægtninge kom og skar de nygiftes tipidække itu og ødelagde, hvad de kunne af inventar, før parrets venner reddede, hvad der var tilbage.:83 
Inden aften lå Pine Leaf på et ligstillads rejst på en bakketop. En tipi var stillet op omkring hende. Proviant og en vandbeholder stod ved stilladset. Hendes yndlingspony var blevet skudt ved tipien.
Da den værste sorg var ovre, erstattede Pine Leafs familie Red Cloud og Pretty Owls tipi og gav dem også nogle heste som kompensation for det ødelagte inventar.
Red Cloud lovede sig selv aldrig at kigge efter en andenhustru mere og holdt løftet livet ud.:84 

#### Parrets børn
Parret fik seks børn. Datteren Wears War Bonnet (siden kendt som Julia Long Soldier):106  kom til som den første omkring 1850. Familien blev forøget med tre døtre mere samt en søn, før den sidste datter blev født omkring 1860. Hun hed Tells Him, inden hun senere fik navnet Fannie Chase Alone, mens sønnen hed Jack Red Cloud.:107 
Jack Red Cloud fulgte første gang med en krigsgruppe som 14 årig, og far og søn deltog sammen i fire kampe.:120 

### Modgang for Black Eagle til gavn for Red Cloud
Black Eagle havde forgæves prøvet at snigløbe Red Cloud under togtet mod shoshonerne.:57  Da han prøvede at overgå sin populære rival ved selv at organisere et togt mod crowerne med en 10-mands gruppe, mislykkedes han totalt.:86  Ikke alene mistede de heste til crowerne, der havde opdaget dem;:93  i forvirringen under hestetyveriet skød og dræbte de Bad Face lejrens hurtigste løber, Red Deer, som de havde forvekslet med en crow.:95 

### En skalp for et liv
Red Cloud og 13 beredne krigere:98  var omkring et dagsridt fra en crow lejr et sted i omegnen af Wolf Mountains i det sydcentrale Montana, da de måtte søge ly for en snestorm.:99 
Næste dag fandt en spejder spor af græssende heste i sneen i en dal.:100  Krigsgruppen begav sig derhen i håb om, at crowerne ville bringe deres hesteflokke ud til stedet igen. Red Cloud lod alle forstå, at hvis der kom en enlig hestevogter, så skulle han tages i live.:101 
En enlig mand ledte en flok heste hen mod krigsgruppen. Krigerne greb ham:102  og lovede ham på tegnsprog at spare hans liv, mod at han ikke klynkede, når White Horse skalperede ham. Manden udholdt prøvelsen. Han blev sluppet fri med en besked om at gå tilbage til sin crow lejr og lade den vide, at det var Red Cloud og oglalaerne, der havde taget hans skalp. Krigsgruppen sikrede sig mandens hesteflok.:103 
Red Cloud og otte krigerne lagde sig i skjul for at overraske crowerne, som de var sikre på ville forfølge dem, når de hørte den skalperede mands beretning. Da mørket sænkede sig, opgav de at vente længere og fulgte efter de øvrige krigere, der drev hesteflokken i sikkerhed langt foran dem.:104 
Flere år senere samledes en række stammer til forhandlinger med amerikanerne. Red Cloud var med,:104  og en skalperet blackfoot opsøgte ham og takkede ham for at have skånet hans liv. Han forklarede en overrasket Red Cloud, at han og tre andre havde stjålet heste fra crowerne, da snestormen ramte dem. De tre andre begav sig tilbage for at tage flere heste i dække af snevejret, mens han holdt styr på hesteflokken. Han havde netop vandet dem ved et vandløb, før han ledte dem op til stedet, hvor Red Cloud og hans gruppe lå i skjult. Skalperet og til fods var han nået tilbage til blackfoot gruppens lille lejr. Her vendte hans tre kammerater kort efter tilbage med endnu en flok af crowernes heste. Alle fire havde skyndt sig væk i retning af deres eget territorium i det nordvestlige Montana og ikke prøvet at indhente oglalaerne for at generobre den tabte hesteflok.:105 

### Fort Laramie traktaten og Grattan-episoden
Fort Laramie-traktaten indgået i 1851 definerede flere præriestammers territorier, blandt andre lakotaerne, arikaraerne og crowernes, og kaldte samtidig på en varig fred mellem dem og USA samt imellem stammerne indbyrdes.:594-596 
Red Cloud tog del i kampen mod Grattan i 1854.:17 

### En mislykket ekspedition og et angreb på lejren
Red Cloud havde tilsyneladende skabt sig et stort nok ry til at lede sin egen lejr i starten af 1850erne.:106  (George Bent beskrev ham dog som anfører for krigsgrupper i 1865, ikke en lejr-høvding.):216 og 324 
Uden held førte Red Cloud en krigsgruppe ud mod uterne en vinter. Da hans lejr lå et sted ved Niobrara River i vinteren 1854-1855, led han den tort, at poncaerne red gennem tipilejren, dræbte to og forsvandt med mange heste.:107 

### Red Cloud i hunka ceremonien
Red Cloud lod en hunka ceremoni afholde for sig selv i 1855. For at købe sig ind i stammens øverste samfundslag på denne vedtagne måde måtte han bl.a. forære alle sine ejendele og heste væk, ligesom familien måtte bespise hele lejren.:214  Efter at have fuldført ceremonien var han officielt anerkendt som en værdig person og duelig leder med en velanskreven familie.:111 

### Red Cloud straffer en cheyenne
Sammen med syv betroede mænd drog Red Cloud fra sin egen lejr ved Powder River og ind i en allieret cheyenne lejr, der også lå ved floden. En grædende lakota kvinde havde fortalt Red Cloud, hvordan hun følte sig misbrugt af en mand i lejren.
Red Cloud fandt hans tipi. Han bad sit følge af krigere om at holde andre væk og gik ind og slog cheyennen i hovedet med den flade del af en sabel igen og igen.:116  Efter endt afstraffelse forsikrede han de tilløbende cheyenner, at han stod på god fod med dem, og at han alene var kommet for at prygle en køter.:117 

### Tak for sidst til crowerne
Efter at crowerne havde taget heste fra Red Clouds lejr ved Little Missouri River i 1856, organiserede han et hævntogt mod dem.:119  Krigerne dræbte tre crower og forsvandt med næsten 200 heste.:120  Med en krigslist gav Red Cloud de forfølgende crower indtryk af, at de var på vej ind i en fatal fælde, så de afbrød jagten på hestetyvene.:121 
Tilbage i deres egen lejr forudså oglalaerne et gengældelsestogt fra crowernes side. Mens de fleste af lejrens familier spredte sig for at påbegynde efterårsjagten i små grupper, stillede nogle krigere og deres koner tipierne op tæt ved crowernes formodede rute.:121  Her lod de en flok gamle heste græsse et stykke fra lejren som en fristelse til crowerne.:122  Som håbet forsvandt crowerne med øgene en nat og ville først i dagslyset opdage, at de havde erobret en flok værdiløse heste.:123 

### Red Cloud overgået af Young Man Afraid of His Horse
Oglalaerne lå i lejr ved Cannon Ball River i North Dakota for at tilbringe vinteren 1856-1857 der.:124  Både Red Cloud og høvdingesønnen Young Man Afraid of His Horse:118  organiserede hver et krigstogt. Da Red Cloud og hans gruppe lå i lejr ved Little Missouri River, mistede de alle deres ridedyr. En krigsgruppe crower havde ved et tilfælde også slået lejr ved floden og opdaget lakotaerne, før lakotaerne observerede dem. Red Cloud og alle krigerne måtte gå tilbage til deres egen lejr.
Young Man Afraid of His Horse og hans gruppe kom hjem fra deres raid mod shoshonerne med op mod 100 heste og mange erobrede bisonskind.:122  Red Cloud var blevet eftertrykkeligt slået af den fremgangsrige høvdingesøn og kommende topfigur blandt oglalaerne; hans rivaliseren med ham endte senest i 1893 ved modpartens død.:215 

### En hastig retræte fulgt af en massakre
Red Cloud måtte flygte ned ad Missouri River i en stjålet skindbåd, efter at en lejr gros ventreer havde afsløret hans og 24 andre krigeres plan om et raid mod arikaraerne i North Dakota. Seks lakotaer mistede livet.:126-135 
Som hævn organiserede Red Cloud en massakre på en sagesløs lejr arapahoer, der er sprogligt og etnisk beslægtet med gros ventreerne, det næste år.:137-140 

### I kamp med forskansede shoshoner
Fra en lejr nær udspringet af Belle Fourche River drog Red Cloud og 27 krigere ud på en rekognoscerings-færd vestpå næsten helt til Bighorn Mountains.:143 
De beredne oglalaer satte efter en opdaget krigsgruppe shoshoner i et klippefyldt terræn. De omkring 50 krigere var til fods,:143  men nåede toppen af en klippe, hvor de byggede et værn af løse sten. Længe beskød parterne hinanden, uden at nogen fik overtaget. Flere lakotaer, nu også til fods, fik skudsår.:144 
Red Cloud var en god riffel-skytte:142  og fik ram på en overmodig shoshone, der faldt om udenfor brystværnet. Dækket af kammeraternes ild skalperede han fjenden og huggede hans ene arm ved skulderen med sin tomahavk. Han viftede med armen op over stenmuren og udfordrede shoshonerne til kamp i det åbne.:145 
Shoshonerne så deres snit til at flygte ned ad en klippeside kun bevogtet af få lakotaer og spredte sig til alle sider i det vanskelige terræn. Lakotaerne fandt en dræbt shoshone indenfor brystværnet og gjorde det af med to sårede. I alt dræbte de fem shoshoner, mens de selv havde mistet en mand.:145 

### Red Clouds sidste personlige kamp med fjendtlige indianere
Red Cloud ledte et af fire talstærke hold krigere på jagt efter en gruppe crower, der var forsvundet med op mod 500 heste fra en stor, fælles lakota og yankton sioux lejr i foråret 1863.:178  En crow gemte sig i et buskads, mens andre flygtede i alle retninger, forfulgt af de beredne lakotaer. Red Cloud sneg sig ind i krattet efter den enlige crow, mens han fik fem andre krigere til at stå klar udenfor.:179  Red Cloud sårede manden med en kugle. Efter en kort nærkamp dræbte han ham med sin kniv, tog hans skalp og skar hans ører af. Krigerne bebrejdede siden høvdingen, at han havde bremset dem, for at han selv kunne vinde ære og tage trofæer.:180 
En nevø af Red Cloud, The Sword, var med et andet hold forfølgere. Han blev dræbt i kamp med en crow,:181  der nåede at præsentere sig selv som høvding Spotted Horse, før flere lakotaer kom til og dræbte ham.:182 

### En ny fjende - amerikanerne
Efter 1863 koncentrerede Red Cloud sig om at slå til mod de hvide. Han anklagede dem for at prøve at stjæle land fra lakotaerne vest for Powder River, skønt dette var traktat-defineret crow land, som lakotaerne kort tid før selv havde invaderet:23  og fordrevet crowerne fra.:116 
Eftersom amerikanerne ikke kunne indlede forhandlinger med en lakota høvding om landområder, som USA havde anerkendt var indianerne i crow stammens i 1851, udløstes en blodig konflikt. Kampene om kontrollen over Bozeman Trail er kendt som "Powder River invasionen" og "Red Cloud’s krig":107-144  og omfatter bl.a. Fetterman massakren; en storsejr over USA's hær som Red Cloud gerne godskrives.:5  Under Platte Bridge kampen red han frem mod soldaterne iført sin skalpe-skjorte.:215 
Crowerne måtte afstå land til USA den 7. maj 1868,:92  før amerikanerne kunne honorere Red Clouds krav på området vest for Powder River som et nyvundet lakota territorium. Med vedtagelsen af Fort Laramie traktaten (1868) blev der skabt fred mellem lakotaerne og USA for en tid. Red Cloud satte sit kryds på papiret den 6. november,:3  og oglalaerne kunne igen koncentrere sig om deres konflikter med stammens traditionelle fjender.
Før Red Cloud forlod Fort Laramie fortalte han kommissærerne, at han ville have sin vinterlejr ved Powder River for at jagte bisoner og gå ud mod crowerne, skønt det sidste ville være i strid med traktaten.:175  Et par dage tidligere havde han gjort det klart, at han mest havde gjort turen til Fort Laramie for at erhverve krudt og kugler til at bekrige crowerne med.:174 

### Fred med pawneerne?
Hverken i 1870:160  eller 1871 så Red Cloud eller andre lakota høvdinge nogen grund til at indgå en fredsaftale med pawnee stammen i direkte forhandlinger.:128 

### Statsmanden Red Cloud
Red Cloud besøgte Washington D.C. i sommeren 1870 og forhandlede med præsident Ulysses S. Grant sammen med andre af stammens diplomater.:6  Han ytrede sit mishag over at præsidenten havde taget imod rivalen brulé høvding Spotted Tail før ham.:172  Under et senere besøg fik han en freds- og venskabsmedalje med en relief-profil af Grant.:37  Red Cloud ville tage turen fra South Dakota til den amerikanske hovedstad mindst 10 gange mere.:11  Hans sidste tur fandt sted i 1897.:7 
Under sine ophold i Washington D.C. klagede høvdingen, hvis han ikke fik værelse hos familien Beveridge, der drev hotel Washington House.:126  I 1882 bad han om at få tilsendt fotografier af to ansatte i Bureau of American Ethnology, som han var blevet gode venner med under et af sine besøg i hovedstaden.:187 
Første år Red Cloud selv gik med til at lade sig fotografere af dels Alexander Gardner og dels i Mathew Brady’s Studio var under et ophold i Washington i 1872.:226  Samme år så han George Catlins galleri og udvekslede nogle ord med den gamle kunstner.:229 
Via pressens brede dækning af Red Clouds færden i hovedstaden blev han legemliggørelsen af en indianer i det amerikanske folks begrebsverden. En manniquin-figur iført indianertøj fik derfor påsat et ansigt modeleret efter et fotografi af høvdingen. Manniquinen blev vist frem under en udstilling i Smithsonian Institution i 1873 og igen ved Centennial Exhibition i Philadelphia i 1876.:222 

### Red Cloud og oglalaerne uden heste
Efter Custers nederlag under hærens militære operationer mod lakotaerne udenfor Det Store Sioux Reservat i South Dakota omringede oberstløjtnant Ranald S. Mackenzies tropper Red Clouds lejr ved Chadron Creek i det nordvestligste Nebraska den 23. oktober 1876.:198  Både Red Cloud og også brulé oglalaen Red Leafs lejr måtte se deres 722 heste blive konfiskeret. Hærens pawnee spejdere ledte flokken væk, efter at et par gamle mænd og lejrens kvinder havde fået lov til at beholde nogle ride- og trækdyr.:185 
Samtidig gjorde hæren det klart, at USA fremover ville forhandle med brulé høvding Spotted Tail om sager vedrørende lakotaerne.:199 

### Red Cloud banede Bourkes vej til 1881 soldansen
Den indianer-interesserede kaptajn John Gregory Bourke overværede og dokumenterede i detaljer oglalaernes soldans i Pine Ridge reservatet i 1881 bl.a. takket være Red Clouds velvilje for hans projekt.:90 

### Red Clouds census
I 1884 gav 289 oglalaer deres støtte til Red Cloud som høvding i Pine Ridge reservatet ved at tegne et piktogram for deres navn på syv stykker brunt papir. Red Cloud var en af dem, der underskrev dokumentet på denne måde.:446 

### Red Cloud og Ghost Dance bevægelsen
Red Cloud var med til at sende en delegation ud fra Red Cloud Agency ved White River i Pine Ridge reservatet for at høre nærmere om den nye Ghost Dance bevægelse i efteråret 1889.:820  Han og andre tilsluttede sig snart det centrale indhold i den.:848 

### Red Clouds selvbiografi
I 1893 begyndte en blind Red Cloud at fortælle detaljeret om udvalgte dele af sit liv til en bekendt gennem 40 år, den fransk-canadiske pelsopkøber Sam Deon, der forstod og talte lakota. Uden høvdingens viden genfortalte Deon dagens historie til postmesteren i Pine Ridge reservatet, Charles W. Allen, som på andet årti var gift med en lakota kvinde. Allan tog noter imens, og ud fra dem dikterede han Deons referat af Red Clouds ord til sin assistent, W.A. Coffield, kort efter.:198  Allan samlede beretningerne, først skrevet med blæk og senere renskrevet på maskine af arkæologen W. K. Moorehead,:16  til en bogudgivelse med titlen ”Life of Red Cloud”.:xi 
Bogen udkom aldrig.:xii 
Allans manuskript blev opbevaret af Nebraska State Historical Society og renskrevet og nydateret igen i 1932; men nu med selskabets formand, Addison E. Sheldon, opført som manuskriptets forfatter.
Denne 1932 udgave af ”Life of Red Cloud” blev ignoreret af historikere i flere årtier, anset for at være et falsum.:xi  Først engang i 1990erne kom historien om selvbiografiens omstændelige og unikke tilblivelse for dagen, dens ægthed bekræftet og den udkom som ”Autobiography of Red Cloud. War Leader of the Oglalas” i 1997.:xii 
Red Cloud undlod konsekvent at fortælle Deon om sine kampe med amerikanske soldater eller andre hvide.:199 